# Cyathea capitata
Cyathea capitata är en ormbunkeart som beskrevs av Edwin Bingham Copeland. Cyathea capitata ingår i släktet Cyathea och familjen Cyatheaceae. Inga underarter finns listade.